# Puerto de Cerredo
El puerto de Cerredo es un paso montañoso situado en la cordillera Cantábrica (España) a una altitud de 1359 metros.
Comunica el Principado de Asturias con Castilla y León; concretamente, el concejo asturiano de Degaña con el término municipal leonés de Villablino.
La carretera que lo atraviesa recibe la denominación AS-15 en la vertiente asturiana y CL-626 en la leonesa.